# Edmund Massalski
Edmund Massalski (ur. 19 listopada 1886 w Michałowie k. Starachowic, zm. 27 marca 1975 w Kielcach) – pedagog, działacz społeczny, krajoznawca i popularyzator turystyki związany z Kielcami. W latach 1946–1961 dyrektor Muzeum Świętokrzyskiego (obecnie Muzeum Narodowe w Kielcach)

## Życiorys
Był synem Ludwika Karola Macalskiego (1859-1936?), rzemieślnika, oraz Julianny z Kołdów (1859-1936). Zapisany w akcie urodzenia, jako "Masalski". Był potomkiem rodziny z regionu świętokrzyskiego, która na przestrzeni 100 lat w poszczególnych pokoleniach zmieniła drogą ewolucji nazwisko z pierwotnego "Macaj" na ostateczne "Massalski". Urodził się w Michałowie – obecnie dzielnica Starachowic. Uczęszczał do gimnazjum męskiego w Kielcach, z którego został wydalony pod zarzutem działalności patriotycznej. Maturę zdał w Petersburgu. W latach 1906–1911 studiował geografię i biologię na Wydziale Filozofii Uniwersytetu Jagiellońskiego w Krakowie. Brał udział w pracach zespołu gromadzącego dla Komisji Fizjograficznej PTK informacje o przyrodzie świętokrzyskiej i potrzebach jej ochrony.
W 1912 r. został nauczycielem geografii w gimnazjum żeńskim w Kielcach. Pracą pedagogiczną w kieleckich szkołach średnich zajmował się przez kolejne 40 lat. Od 1924 r. pełnił funkcję komendanta Kieleckiej Chorągwi Harcerzy i pozostawał nim do 1939 r. Był prezesem oddziału, a później okręgu PTK w Kielcach, przewodniczącym Rady Miejskiej Kielc, a także od 1925 r. członkiem delegatury Państwowej Rady Ochrony Przyrody. Członek Szarych Szeregów, w czasie II wojny światowej prowadził tajne nauczanie.
W latach 1952–1969 był przewodniczącym Wojewódzkiego Komitetu Ochrony Przyrody, a w latach 1946–1961 dyrektorem Muzeum Świętokrzyskiego. Pisał artykuły krajoznawcze. Przez kilka lat był redaktorem naczelnym i wydawcą Gazety Kieleckiej. Był założycielem i prezesem Kieleckiego Towarzystwa Naukowego. Zajmował się także fotografią, a jego prace przedstawiające przyrodę (głównie florę i krajobrazy świętokrzyskie) były wystawiane m.in. w Warszawie. Był również autorem przewodnika „Góry Świętokrzyskie” (1967) oraz opracowania „Obrazy roślinności Krainy Gór Świętokrzyskich” (1962). 4 maja 1962 r. V Krajowy Zjazd Delegatów w Warszawie nadał mu godność Członka Honorowego PTTK.
Zmarł w Kielcach, został pochowany na cmentarzu Nowym.
Był dwukrotnie żonaty. Po raz pierwszy w 1921 r. z Zofią z Czajkowskich Złotnicką (1890 – 1980), artystką śpiewaczką, z którą rozwiódł się. Po raz drugi przed Konsystorzem Ewangelicko-Reformowanym w Wilnie poślubił Helenę Domino (1904 – 1986), rodem ze Lwowa, mgr filologii, nauczycielkę szkół średnich. Z drugiego małżeństwa miał dwóch synów: Tadeusza (ur. 1940) – dr inż. geologa, i Andrzeja (1942-2023) – dr hab. biologii.

## Odznaczenia
- Krzyż Oficerski Orderu Odrodzenia Polski (1958),
- Złoty Krzyż Zasługi,
- Srebrny Wawrzyn Akademicki (5 listopada 1935)[3],
- Pamiątkowa Odznaka XXV-lecia Harcerstwa na Ziemi Kieleckiej (11 maja 1937)[4].

## Upamiętnienie
- Od 1983 r. jego imię nosi główny,  Główny Szlak Świętokrzyski prowadzący z miejscowości Kuźniaki poprzez Pasmo Masłowskie i Łysogóry do Gołoszyc.
- W 100-lecie jego urodzin w dzielnicy Starachowic – Michałowie odsłonięto poświęcony mu obelisk.
- Pamiątkowa płyta znajduje się na budynku Schroniska im. Aleksandra Janowskiego w Świętej Katarzynie.
- W 1988 r. jego imię nadano jednej z głównych ulic na osiedlu Ślichowice w Kielcach.
- W kaplicy turystycznej kościoła pw. Matki Bożej Wspomożycielki Wiernych w Warszawie na Chomiczówce w 2004 r. odsłonięto poświęconą mu tablicę.
- 3 listopada 2005 r. jego imię przyjął Hufiec ZHP Kielce-powiat[4].

## Publikacje
- Góry Świętokrzyskie, Wydawnictwo Wiedza Powszechna, Warszawa 1967.
- Obrazy roślinności krainy Gór Świętokrzyskich, Wydawnictwo Artystyczno-Graficzne, Kraków 1962.